# Crucianella imbricata
Crucianella imbricata är en måreväxtart som beskrevs av Pierre Edmond Boissier. Crucianella imbricata ingår i släktet Crucianella och familjen måreväxter. Inga underarter finns listade i Catalogue of Life.